# Рубин
Руби́н (лат. rubens, rubinus — красный; устар. «сардис, лал, красный яхонт»), Al2O3 — минерал, разновидность корунда, относится к классу оксидов, тригональная сингония, драгоценный камень красного цвета.

## Этимология
Ещё древние тамилы, жители Юго-Восточной Азии, нередко находили сероватые непрозрачные камни, отличавшиеся исключительной твёрдостью. Эти камни они называли «корунда́м». Отсюда пошло звучание хинди कौरुन्तकी «каурунтаки» и санскр. कुरुविन्दः «курувинда» — позднее перешедшее (через латынь) в современную минералогию в общеизвестной форме «корунд».
Прозрачные красные камни получили название «рубин» (от лат. rubeus, ruber, rubrum — краснеющий), а прозрачные синие — сапфир:11. Также есть версия, что название происходит от санскр. रत्नराज ratnaraj, что означает «царь драгоценных камней».
В средние века рубины и сапфиры были известны под общим названием «яхонт». Это слово образовалось из системы сложной фонетической адаптации. Примерный путь можно проследить так: греч. γιάκοντος «йаксинтос» — перс. یاقوت‎ «йакунд» — араб. ياقوت‎ «йакут» — славянский «яхонт».
Некоторые камни, имеющие в историческом названии слово «рубин», как выяснилось при химическом анализе, на самом деле являются шпинелью (например, Рубин Чёрного принца, Рубин Тимура) или турмалином (Рубин Цезаря). Также рубины в письменных источниках путают с гранатами (карбункулами) и красными бериллами.

## Описание
Рубин — это минерал, разновидность корунда, относится к классу оксидов, тригональной сингонии. Твёрдость — 9 по шкале Мооса, плотность 3,97—4,05 г/см³, подробнее см. корунд. Обладает оптической анизотропией.
От красной шпинели отличим по форме кристаллов, в иных случаях — с большим трудом, например, под микроскопом.
Красную окраску придаёт примесь хрома. Красные корунды называются рубинами, синие — сапфирами. Светлоокрашенные сапфиры или бесцветный корунд ювелирного качества носит название лейкосапфир.
«Звёздчатые» разновидности рубина и сапфира с хорошо выраженным эффектом астеризма обрабатываются в виде кабошона.

### Месторождения
Встречается на всех континентах. Главными странами-экспортёрами рубинов являются азиатские страны: Мьянма (в прошлом Бирма), Таиланд и Шри-Ланка. С древнейших времён рубины добываются на Памире (месторождение «Снежное» в Таджикистане). Большинство самых крупных и красивых рубинов добыто в Мьянме в копях, расположенных близ Могока, эта долина на протяжении веков была основным мировым источником рубинов. Именно оттуда происходят знаменитые камни цвета «голубиной крови». В центральной части Мьянмы в области Монг-Су начали добывать рубины в 1990-х годах, и это место быстро стало основным районом добычи рубина в мире. Есть рубины и в Афганистане, Японии. Знатоки драгоценных камней называют три основных восточных рубина: бирманские, сиамские и цейлонские.
После Второй мировой войны месторождения рубина были обнаружены на Мадагаскаре, Непале, Пакистане, Таджикистане, Танзании и Вьетнаме (с 1970 — 80-х годах).

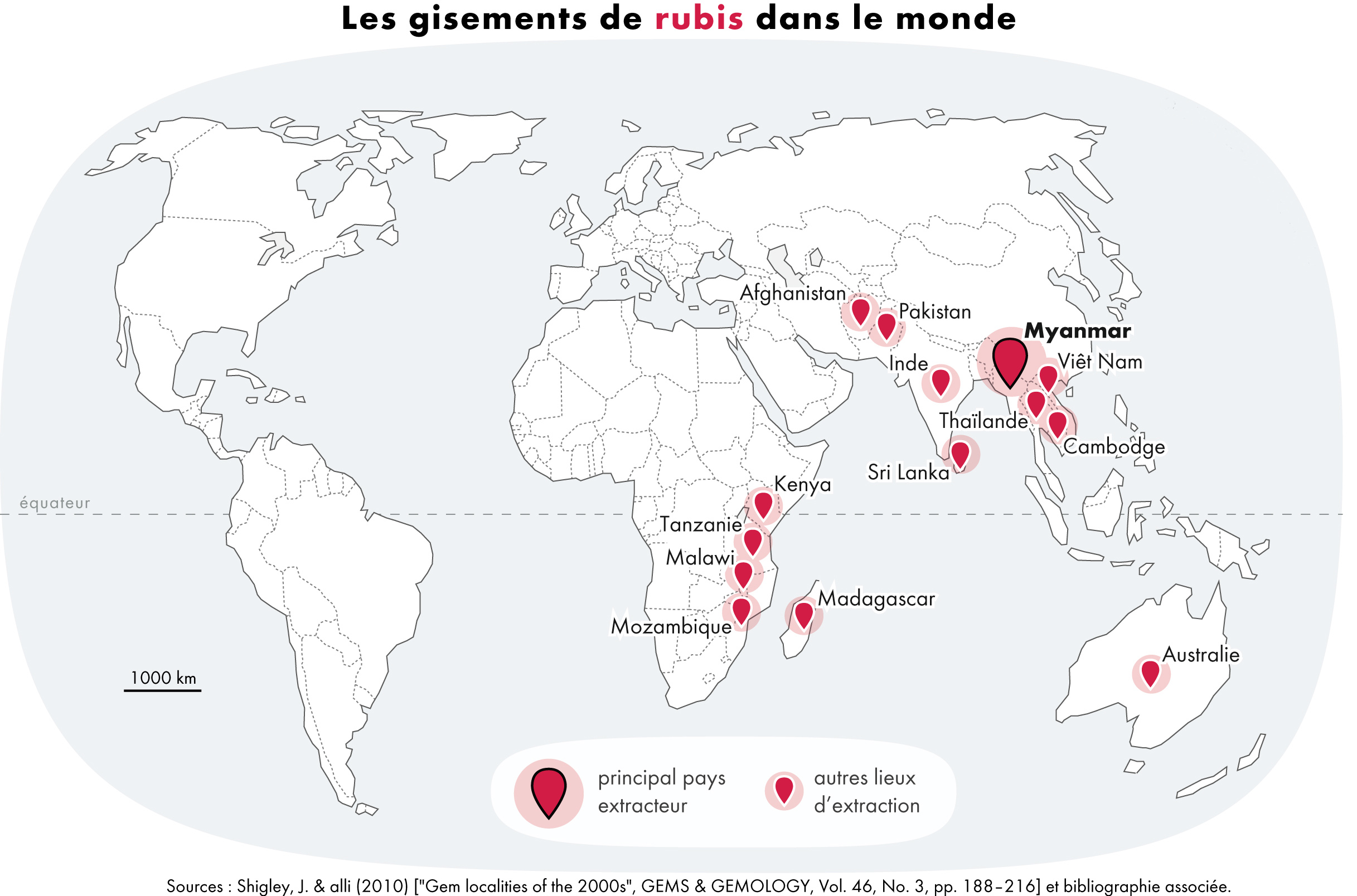
Карта стран-производителей рубинов в мире

В России не образует самостоятельных месторождений, а встречается только как редкий попутный материал в месторождениях корунда: Южный Урал (Мраморный Лог), Северная Карелия (остров Хит), Кольский полуостров (гора Перуселька), Полярный Урал (Рай-Из).
Из европейских стран рубины добываются в Республике Северной Македонии, где их включили в герб, а также в Шотландии. Несколько месторождений были найдены в американских штатах Монтана, Северная Каролина, Южная Каролина и Вайоминг.
В 2014 г. в Гренландии обнаружено новое месторождение рубинов в 250 км южнее от столицы Гренландии Нуук. Рудник получил название «Aappaluttoq» (гренл. Aa-puh-lu-tok), что переводится как «красный камень». Впервые за много веков добыча идет из коренных пород, в отличие от главного способа получения рубинов из аллювиальной россыпи. Также открытию месторождения способствовало отступление вечных льдов вглубь острова из-за глобального потепления. Кристаллы найденных там драгоценных рубинов сформировались в покрытой льдом породе 2,9 — 3,1 миллиарда лет назад. Таким образом они по праву могут называться самыми древними рубинами на Земле.
Пользуются спросом также рубины из Восточной Африки, из таких стран, как Кения (с 1973) и Танзания. На других континентах рубины находят в таких странах, как Австралия, Бразилия, Колумбия и Намибия. В 2008 году новое месторождение было обнаружено на границе Замбии и Мозамбика.

### Оценка

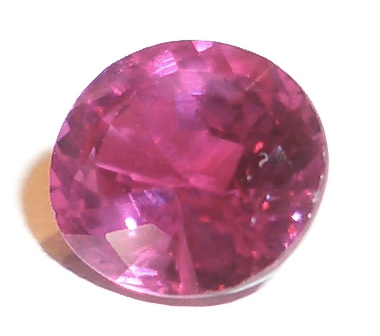
Огранённый рубин

Долгое время в России определение показателей качества рубинов производилось согласно описанию групп дефектности, цвета в скупочном прейскуранте № III от 1991 г.
Группы дефектности гранёных рубинов следующие:
- 1-е качество — рубины чистые или с незначительными дефектами в виде редких полосок, точек, включений в различных зонах камня.
- 2-е качество — рубины с небольшими дефектами в виде трещинок, полосок в сочетании с точечными включениями других минералов, образующих в отдельных зонах камня сгущения и сеть.
- 3-е качество — рубины с дефектами в виде трещинок, полосок, точечных включений других минералов, распространённых по всему камню, с участками помутнений в отдельных зонах камня, частично потерявшие блеск и «игру».

Группы цвета рубинов:
- ярко-красные;
- нормально-красные и средне-красные;
- светло-красные.

Классификация рубинов по цвету
- ярко-красный насыщенный;
- красный;
- средне-красный;
- тёмно-красный;
- светло-красный.

Методика признана официальным документом на экспертном совете «Коллегии экспертов по сертификации» и легла в основу методических рекомендаций по сертификации ювелирных изделий с драгоценными камнями.

### Применение
Драгоценный камень I категории, используется в дорогих ювелирных изделиях.
Применяется в ювелирной и часовой промышленности, а также в квантовой электронике. Синтетические корунды под названием «рубин» применяются в ювелирной промышленности для вставок в недорогие изделия и для изготовления подшипников скольжения («камней») в часовых и других точных механизмах.
Синтетический рубин использовался в качестве активной среды, излучающей свет, в первом твердотельном лазере, созданном в 1960 году Теодором Майманом. Лазеры на синтетических рубинах продолжают выпускаться и использоваться вплоть до настоящего времени.

## История

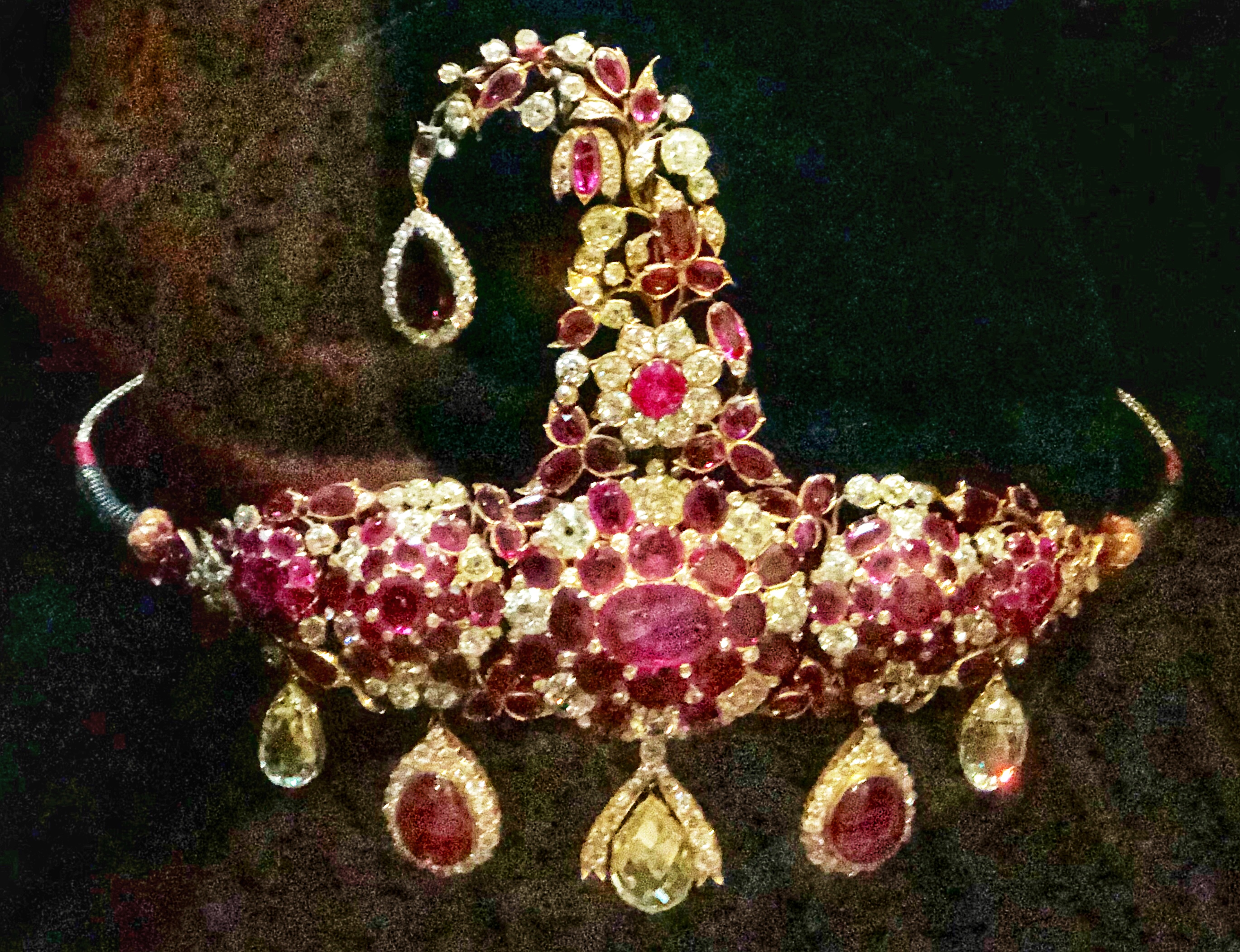
Индийский сарпеч (украшение для тюрбана), украшенный бирманскими рубинами

2000 лет назад рубины уже ценились и в Индии. Рубины упоминаются в священном индуистском тексте «Гаруда-пурана», в частности, в гл. 70 даются указания по их ношению (ок. 400 до н. э.). Индийские легенды рассказывают о появлении драгоценных камней из тела побеждённого демона Валы: жемчуг из зубов, жад — из жира, кварц — из семени, гранаты — из ногтей, жёлтый сапфир — из кожи, синий сапфир — из глаз, алмазы — из костей, рубины из крови и т. п. По другой версии, рубины появились из крови бога Солнца Сурьи. Индусы делили «рубины» на 4 касты (как и алмазы): настоящие (санскр. पद्मराग् padmaraga) был «брахманами», оранжевая шпинель (англ. rubicelle) — «кшатрии», шпинель — «вайшьи», а бледно-розовые или оранжеватые шпинели (англ. balas-ruby, фр. balagius — камень, который считали женским карбункулом) — «шудры». В Индию их в основном импортировали.
Предполагается, что рубины добывались уже в бронзовом веке в Мьянме, минимум с VI века до н. э.. По бирманским легендам, гигантский дракон Нага отложил три яйца, из первых двух вылупились два могущественных правителя, а третье стало источником рубинов. Вообще, драконы были тесно связаны с находкой рубинов, часто в пещерах. Другая бирманская легенда гласит, что рубины Могоу были открыты орлом задолго до рождения Будды Шакьямуни (эту историю потом адаптирует Марко Поло к алмазам).

### Античность
В этрусских украшениях использованы корунды — рубины и сапфиры, происходящие со Шри-Ланки. Это древнейшие шри-ланкские корунды в Европе (VI в. до н. э.).
Знали рубины также греки и римляне. Но из-за путаницы в терминологии порой неясно, о каких именно драгоценных камнях может идти речь. У Теофраста встречается упоминание о красных камнях, которые напоминают раскалённый уголь, если смотреть через них на солнце. Он называет их anthrax, но, как и в случае многих других древних текстов, не ясно, идёт ли речь о рубине, шпинели или гранате.
В греческом городе Иераполе в центре главного храма стояла статуя Геры — позолоченная и осыпанная драгоценными камнями, главный из которых, возможно, был крупным рубином. Вот как описывает это изваяние древнегреческий писатель Лукиан: «Несколько подробнее сто́ит остановиться на камне, который находится на голове Геры. Его зовут „светочем“, и это имя вполне соответствует действию, производимому им: ночью он светит так ярко, что освещает собой весь храм как бы множеством светильников. Днём, когда этот свет ослабевает, камень по внешнему виду становится похож на огонь».
О них пишет Плиний Старший в «Естественной истории» (XXXVII, 16). Однако рассказ Плиния о красных камнях расплывчат и, кажется, описывает более одного драгоценного камня под одним и тем же именем. В § 92 он пишет, что «карбункулы» нечувствительны к огню, и различает две их главные разновидности — индийские и гарамантийские (затем другие), причём эти последние, говорит он, «называют ещё кархедонскими из-за богатства Великого Карфагена». Сообщение Плиния о нечувствительности карбункулов к огню, как отмечают, применимо в общем только к рубину (чистому красному корунду). Полагают, что, таким образом, «карбункулы» у Плиния включают рубины, красный гранат (альмандин, пироп) и, возможно, красный шпинель. В § 103 Плиний сообщает, что «к этим же огненно-сверкающим относится и лихнида, названная так по зажиганию светильников — тогда она особенно приятная. Рождается она в окрестностях Ортосии и во всей Карии и соседних местах, но самая лучшая — у индийцев». Это комментируют так: лихнида (греч. λυχνίς — от λύχνος — «светильник»), разновидности описанной здесь лихниды идентифицируют как красные гранаты, рубины и турмалин, «лихнидой из Индии» могут быть рубины.

### Библия и христианство
Здесь опять встречается путаница с разными камнями красного цвета. Еврейское слово, которое традиционно переводится как рубин, — ’оdem (ивр. אֹדֶם‎). Впрочем, его же в некоторых местах текста переводят и как «сердолик». В славянском переводе «рубином» переводят греч. σάρδιον (сардий, сардис), в частности в Откр.4:3: «и Сей Сидящий видом был подобен камню яспису и сардису».
Считается, что именно рубин — один из 12 камней в наперснике первосвященника, 1-е место в 1-м ряду, там он соответствует колену Рувима (Исх. 28, 17. 18. 39, 10. 11). Рубин и второй корунд, сапфир — в Ветхом Завете называются в числе наиболее драгоценных камней.
Рубин связан с образом и внешностью Бога: «Вот, Я положу камни твои на рубине и сделаю основание твое из сапфиров; и сделаю окна твои из рубинов и ворота твои — из жемчужин, и всю ограду твою — из драгоценных камней» (Исайя 54, 11-12). А также Люцифера: «Ты находился в Едеме, в саду Божием; твои одежды были украшены всякими драгоценными камнями; рубин, топаз и алмаз, хризолит, оникс, яспис, сапфир, карбункул и изумруд и золото» (Иезек. 28, 13)
Также с ним сравниваются наиболее ценные вещи: «Что рубиновая печать в золотом украшении, то благозвучие музыки в пиру за вином» (И. Сир. 32, 7), «приобретение премудрости выше рубинов» (Иов 28:18).
«Библейская энциклопедия Никифора», передавая мнения древних богословов, совершенно ошибочно сообщает: «Самые лучшие рубины получаются из Иудеи и из Сардиса, города в Лидии, отчего и называются нередко сардом, или сардисом (От 4:3). Впрочем, по мнению Плиния, рубин Вавилонский ценился гораздо выше остальных».
Кровь Христова ассоциировалась с рубином. Рубин называют в числе четырёх камней, украшавших Грааль (три других — агат, изумруд и жемчуг).

### Средние века
В Средние века сообщения о рубинах чаще можно встретить у исламских учёных. Арабы во 2-й пол. первого тысячелетия н. э. пишут о «Yakut» — термине, используемом для обозначения корунда и некоторых других драгоценных камней. Считается, что «красный якут» может быть «рубином». Авторы из Малой Азии были лучше осведомлены о месторождениях рубинов, чем античные писатели, и в их описаниях можно опознать известные месторождения, например Бадахшан и Шри-Ланка. Некоторые описания чётко относятся именно к рубинам, так, Аль-Бируни определил удельный вес разновидностей драгоценных камней, и его цифра относительно рубина очень точна — 3,85.
Первое упоминание об афганских рудниках относится к X веку: копи в Бадахшане (на границе с Таджикистаном), судя по письменным источникам, были известны и разрабатывались по крайней мере с той эпохи. (Второе афганское месторождение находится в Джагдалеке, недалеко от Кабула, оно было найдено, судя по всему, намного позже, упоминается впервые в XIX веке).
Европейцы же и два века спустя путаются в описании: Альберт Великий в XIII веке ошибочно называет Ливию крупным месторождением, видимо, из-за неверного прочтения лапидария Марбода XI века. В то время рубины доставлялись в Европу с территорий Афганистана, Шри-Ланки и Мьянмы через восточные порты Средиземноморья. Альберт Великий в «Книге о минералах» (1261) пишет о рубинах-карбункулах: «Когда он действительно хорош, он светится в темноте, как раскалённый уголь, и я сам видел такой». Альберт считал, что у этого камня есть власть над прочими камнями. Хильдегарда Бингенская в XII веке пишет о происхождении рубинов из воды, а также о том, что, где есть рубин-карбункул, демоны воздуха не могут исполнять свою дьявольскую миссию, поэтому этот камень подавляет все болезни.
Лапидарий Филиппа Валуа также называет рубин владыкой камней. Французский Lapidaire en vers (XII век) гласит, что это — «самый драгоценный из 12 камней, созданных Господом, когда он творил всех тварей», по его приказу рубин был помещен на шею Аарона — «рубин, называемый владыкой камней, ценимый превыше всех, превыше всех любимый, такой прекрасный своим радостным цветом». Лапидарий короля Альфонсо гласит, что по-халдейски его называют bezebekaury и он прогоняет тоску и вселяет хорошее настроение.
Алхимики относились к этому драгоценному камню с почтением, иногда философский камень представляли похожим на рубин. Алхимик Филалет написал «Краткое руководство по небесному рубину», где он называет так именно философский камень.
Иордан Каталонский (ок. 1321) упоминает, что у царя Цейлонского есть два огромных рубина, один из которых он носит на шее, другой на руке. В «Приключениях сэра Джона Мандевилля» (1357—1371) рассказывается легенда, согласно которой у царя Никобарских островов был рубин длиной в фут и толщиной в ладонь, когда народ избирает человека царем, ему вручают этот камень, как инсигнию.
Одна из средневековых легенд об единорогах гласила, что в основании рога у этого чудесного животного был большой рубин. Эта история восходит к Истории Александра Великого — о его встрече с нумидийской царицей Кандакией. В поэме Alexanderlied Лампрехта Немецкого (XII век) говорится, что в числе данной ею дани был единорог. В «Парцифале» Вольфрама фон Эшенбаха говорится о сверкающем там карбункуле. Это символ жизни, величия и страсти.

### Новое время
Со времён Марко Поло (XIII век) путешественники оставляли сообщения о рубинах, найденных в Бирме (Мьянме). Долина Могоу упоминается у европейцев с XV века. В начале 1400-х богатое месторождение было найдено возле Чантабури, на юго-востоке страны, на границе между Таиландом и Камбоджей. В 1547 году описаны рубины Мадагаскара, однако их серьёзная разработка начинается только в 1890-х годах. В 1597 году бирманский король Ньяунджан аннексировал бирманские регионы Могоу и Кьятпьин, чтобы получить прямой доступ к месторождению рубинов и других камней.
Лапидарии XVII века де Боодта (нидерл. Anselmus de Boodt) и Николса (англ. Thomas Nicols) описывают рубины и их месторождения более подробно, чем любой из их европейских предшественников. Продолжали возникать легенды о животных с красным камнем в черепах — такова была перуанская лисица, способная освещать красным камнем «карбункулом» во лбу.
В XVIII веке происходит дальнейший рост минералогических знаний, пока в 1800 году в Европе не открывают родство рубина и сапфира (это оказался один камень — корунд, отличающийся только цветом примесей-хромофоров).
Долина Могоу, являющаяся лучшим бирманским месторождением, после разгрома бирманцев попала под контроль британцев в конце 1886 года, когда начались исследования месторождений рубина и добыча драгоценных камней стала промышленной. Рудники были сданы в аренду британской фирме Burma Ruby Mines Ltd. с 1889 по 1931 год.

### История искусственных рубинов
В 1835 был открыт способ получения искусственных рубинов: Годен создал первые микроскопические синтетические рубины, сплавив при высокой температуре калийные квасцы с небольшим количеством хрома в качестве пигмента.
Крупные искусственные рубины были впервые синтезированы в 1904 году французским химиком Огюстом Вернейлем.
В СССР наибольшее распространение получили золотые кольца с искусственным рубином. Практически весь ценный ювелирный рубин, наравне с александритами, шпинелью, изумрудом, СССР продавал за рубеж через систему Внешторга.

## Известные камни
- «Рубин Кармен Люсии» (англ. Carmen Lúcia Ruby), 23,1 карата, хранится в Смитсоновском институте. Один из крупнейших рубинов в мире, найден в Бирме в 1930-е[32].
- Коронационное кольцо Стюартов (коллекция Британской королевской семьи) с выгравированным крестом. Использовалось для коронации шотландских королей[33].
- 13 мая 2015 на аукционе Сотбис был продан бирманский рубин цвета «голубиная кровь». Камень массой 25,59 карат ушёл за 30 млн USD[34]. На дату сделки это рекордная цена как за отдельный рубин, так и за карат для камней, не являющихся бриллиантами[35].
- 13—14 декабря 2011 года коллекция украшений Элизабет Тейлор была выставлена на аукцион Кристис. В продажу было включено несколько рубиновых украшений, в частности кольцо с драгоценным камнем 8,24 карата, которое побило рекорд «цены за карат» для рубинов (512 925 долларов за карат, то есть более 4,2 миллиона долларов США в общей сложности)[36], и ожерелье[37], которое было продано более чем за 3,7 миллиона долларов.